# ذبیح‌الله قربان
ذبیح‌الله قربان (۱۲۸۲ – آباده، ۱۳۸۵ – شیراز) پزشک ایرانی و رئیس و بنیانگذار دانشگاه شیراز بود.

## زندگی‌نامه
ذبیح‌الله قربان در سال ۱۲۸۲ در شهر آباده در خانواده‌ای بهایی زاده شد. او تحصیلات ابتدایی و متوسطه خود را در آباده و اصفهان به پایان رساند و برای آموزش پزشکی در دانشگاه آمریکایی بیروت راهی لبنان شد. وی سپس برای تکمیل تحصیلات خود به فرانسه رفت و در دانشگاه لیون به مطالعه و تحقیق پرداخت. آنگاه رهسپار انگلستان شد و پس از مدتی به ایران برگشت و در شیراز شروع به طبابت کرد. او در شیراز ابتدا به عنوان رئیس بهداری شهرداری شیراز و سپس رئیس اداره کل بهداری استان فارس و همچنین ریاست شیر و خورشید سرخ گماشته شد. در سال ۱۳۲۸ با همکاری‌های قربان دانشکده پزشکی شیراز بنیانگذاری شد و او برای دو دوره از همان سال تا ۱۳۳۰ و از ۱۳۳۲ تا ۱۳۴۳ ریاست آن را بر عهده داشت. وی همچنین با تأسیس دانشگاه پهلوی (دانشگاه شیراز کنونی) در سال ۱۳۳۴ تا ۱۳۴۰ ریاست این دانشگاه را نیز بر عهده داشت.
قربان در سال ۱۳۴۲ به ریاست باشگاه لاینز استان فارس رسید. او از اعضای مؤسس کلوپ روتاری شیراز بود. وی ریاست این کلوپ را در فاصلهٔ سال‌های ۱۳۵۲ تا ۱۳۵۳ نیز بر عهده داشت. از او به عنوان عضو فعال شبکه‌های فراماسونری و از مؤسسان لژهای ماسونی در شیراز یاد شده‌است. او سرانجام در تابستان ۱۳۸۵ در شیراز درگذشت.
بنیادی فرهنگی به نام او در سال ۱۳۸۷ در شیراز تأسیس شد که اعتراضاتی را در پی داشت. کتابخانه بیمارستان کوثر شیراز نیز به یاد او نامیده شده‌است.